# Yuki Bhambri
Yuki Bhambri (Hindi यूकी भांबरी, * 4. Juli 1992 in Neu-Delhi) ist ein indischer Tennisspieler.

## Karriere
2008 schaffte Bhambri als Junior den Sprung ins Halbfinale der Australian Open, wo er gegen Lokalmatador Bernard Tomic in drei Sätzen unterlag. Im selben Jahr gewann er den Junioren-Davis-Cup und den Orange Bowl, eines der wichtigsten Turniere für junge Talente. 2009 folge schließlich der Erfolg bei den Australian Open, wo er im Finale klar gegen Alexandros-Ferdinandos Georgoudas aus Deutschland in nur 57 Minuten 6:3, 6:1 gewann. Bei den Olympischen Sommerspielen für Junioren 2010 holte Bhambri außerdem die Silbermedaille für sein Land, im Finale musste er gegen Juan Sebastián Gómez beim Stand von 7:6, 6:7, 1:4 verletzungsbedingt aufgeben. Als Junior erreichte der Inder am 2. Februar 2009 die erste Weltranglistenposition.
Auf der ATP World Tour gab Bhambri sein Debüt beim Masters-Turnier von Miami 2009, wo er in Runde eins an Diego Junqueira scheiterte. Im darauffolgenden April gelangen ihm die ersten zwei Turniersiege auf der ITF Future Tour in seinem Heimatland, im weiteren Jahresverlauf folgten drei weitere Titel in Indien. Am 18. September 2009 gab Bhambri sein Debüt im Davis Cup gegen Izak van der Merwe, den er 3:6, 6:3, 6:4 besiegte. Anfang 2010 versuchte er sich in den Qualifikationsturnieren diverser ATP-Wettbewerbe, für den Einzug ins Hauptfeld reichte es jedoch nicht. Beim Turnier in Kuala Lumpur war Bhambri für das Hauptfeld qualifiziert und besiegte in der ersten Runde Si Yew-Ming 6:2, 6:0, musste sich aber in Runde zwei David Ferrer 2:6, 2:6 geschlagen geben. Im März 2011 gewann Bhambri ein weiteres Future-Turnier in seinem Heimatland.
Seine ersten Titel auf der Challenger Tour gewann im Mai 2012, als er in Busan mit Divij Sharan die Doppelkonkurrenz gewann. Sie besiegten im Finale Hsieh Cheng-peng und Lee Hsin-han mit 10:5 im Match-Tie-Break. Nur eine Woche später gewann er in Fargʻona auch seinen ersten Einzeltitel, nachdem er im Endspiel Amir Weintraub mit 6:3 und 6:3 bezwungen hatte. In der Saison darauf sicherte er sich ebenfalls jeweils einen Einzel- und Doppeltitel. Im Juli gewann er mit Michael Venus das Winnetka, im November folgte der Einzeltitel in Traralgon. Dort besiegte er im Finale Bradley Klahn mit 6:7 (13:15), 6:3 und 6:4. Im Februar der Saison 2014 gewann Bhambri in Chennai sowohl die Einzel- als auch die Doppelkonkurrenz. Im Einzel traf er im Finale auf Alexander Kudrjawzew und besiegte ihn mit 4:6, 6:3 und 7:5. Im Doppel setzte er sich wieder mit Michael Venus durch, diesmal in zwei Sätzen gegen N. Sriram Balaji und Blaž Rola. Im September gewann Bhambri mit Divij Sharan seinen vierten Challengertitel im Doppel in Shanghai. Sie waren dabei im Finale mit 10:8 im Match-Tie-Break gegen Somdev Devvarman und Sanam Singh siegreich. Bei den Asienspielen in Incheon gewann Bhambri sowohl im Einzel als auch im Doppel mit Divij Sharan die Bronzemedaille.
In der Saison 2015 dauerte es bis zum Mai, ehe Bhambri seinen nächsten Challengertitel gewann. In Qarshi besiegte er an der Seite von Adrián Menéndez im Finale Sjarhej Betau und Michail Jelgin. In der zweiten Saisonhälfte sicherte er sich zunächst in Shanghai gegen Wu Di den Titelgewinn, ehe er einen Monat später auch in Pune siegreich blieb. Seinen Finalgegner Jewgeni Donskoi schlug er mit 6:2 und 7:6 (7:4). 2016 gelang ihm lediglich beim Turnier in Neu-Delhi der Gewinn eines weiteren Challenger-Titels. Mit Mahesh Bhupathi behielt er mit 10:5 im Match-Tie-Break des Finals gegen Saketh Myneni und Sanam Singh die Oberhand. Auch 2017 gewann Bhambri einen Challenger-Titel. Gegen Ramkumar Ramanathan wiederholte er in Pune mit einem Dreisatzsieg im Endspiel seinen Titelgewinn aus dem Jahr 2015. Seinen einzigen Titelgewinn in der Saison 2018 feierte Bhambri im April in Taipeh. Erneut traf er dabei im Finale auf Ramkumar Ramanathan, den er diesmal in zwei Sätzen besiegte. Im Oktober 2018 verletzte sich Bhambri beim ATP-Turnier in Antwerpen am rechten Knie und fiel daraufhin aufgrund von Komplikationen mit der Verletzung über eineinhalb Jahre aus. In diesem Jahr war es ihm erstmals gelungen bei allen vier Grand-Slam-Turnieren im Hauptfeld zu stehen, auch wenn er jeweils in der ersten Runde ausschied. Das beste Abschneiden bei einem Turnier der ATP Tour war das Erreichen des Viertelfinals in Washington, D.C. Im April 2018 hatte er mit Platz 83 seine beste Weltranglistenposition erreicht.

## Erfolge
| Legende (Anzahl der Siege)                           |
| Grand Slam                                           |
| Tennis Masters Cup ATP World Tour Finals             |
| ATP Masters Series ATP World Tour Masters 1000       |
| ATP International Series Gold ATP World Tour 500 (1) |
| ATP International Series ATP World Tour 250 (3)      |
| ATP Challenger Tour (21)                             |

| ATP-Titel nach Belag |
| Hartplatz (1)        |
| Sand (2)             |
| Rasen (1)            |

### Einzel

#### Turniersiege
| Nr. | Datum              | Turnier   | Belag       | Finalgegner          | Ergebnis        |
| --- | ------------------ | --------- | ----------- | -------------------- | --------------- |
| 1.  | 20. Mai 2012       | Fargʻona  | Hartplatz   | Amir Weintraub       | 6:3, 6:3        |
| 2.  | 3. November 2013   | Traralgon | Hartplatz   | Bradley Klahn        | 6:713, 6:3, 6:4 |
| 3.  | 8. Februar 2014    | Chennai   | Hartplatz   | Alexander Kudrjawzew | 4:6, 6:3, 7:5   |
| 4.  | 13. September 2015 | Shanghai  | Hartplatz   | Wu Di                | 3:6, 6:0, 7:63  |
| 5.  | 31. Oktober 2015   | Pune (1)  | Hartplatz   | Jewgeni Donskoi      | 6:2, 7:64       |
| 6.  | 18. November 2017  | Pune (2)  | Hartplatz   | Ramkumar Ramanathan  | 4:6, 6:3, 6:4   |
| 7.  | 15. April 2018     | Taipeh    | Teppich (i) | Ramkumar Ramanathan  | 6:3, 6:4        |

### Doppel

#### Turniersiege

##### ATP Tour
| Nr. | Datum          | Turnier  | Belag     | Partner         | Finalgegner                     | Ergebnis           |
| --- | -------------- | -------- | --------- | --------------- | ------------------------------- | ------------------ |
| 1.  | 1. Juli 2023   | Mallorca | Rasen     | Lloyd Harris    | Robin Haase Philipp Oswald      | 6:3, 6:4           |
| 2.  | 21. April 2024 | München  | Sand      | Albano Olivetti | Andreas Mies Jan-Lennard Struff | 7:66, 7:65         |
| 3.  | 21. Juli 2024  | Gstaad   | Sand      | Albano Olivetti | Ugo Humbert Fabrice Martin      | 3:6, 6:3, [10:6]   |
| 4.  | 1. März 2025   | Dubai    | Hartplatz | Alexei Popyrin  | Harri Heliövaara Henry Patten   | 3:6, 7:612, [10:8] |

##### ATP Challenger Tour
| Nr. | Datum             | Turnier    | Belag         | Partner         | Finalgegner                         | Ergebnis           |
| --- | ----------------- | ---------- | ------------- | --------------- | ----------------------------------- | ------------------ |
| 1.  | 13. Mai 2012      | Busan      | Hartplatz     | Divij Sharan    | Hsieh Cheng-peng Lee Hsin-han       | 1:6, 6:1, [10:5]   |
| 2.  | 6. Juli 2013      | Winnetka   | Hartplatz     | Michael Venus   | Somdev Devvarman Jack Sock          | 2:6, 6:2, [10:8]   |
| 3.  | 8. Februar 2014   | Chennai    | Hartplatz     | Michael Venus   | N. Sriram Balaji Blaž Rola          | 6:4, 7:63          |
| 4.  | 7. September 2014 | Shanghai   | Hartplatz     | Divij Sharan    | Somdev Devvarman Sanam Singh        | 7:62, 6:74, [10:8] |
| 5.  | 9. Mai 2015       | Qarshi     | Hartplatz     | Adrián Menéndez | Sjarhej Betau Michail Jelgin        | 5:7, 6:3, [10:8]   |
| 6.  | 20. Februar 2016  | Neu-Delhi  | Hartplatz     | Mahesh Bhupathi | Saketh Myneni Sanam Singh           | 6:3, 4:6, [10:5]   |
| 7.  | 9. April 2022     | Salinas    | Hartplatz     | Saketh Myneni   | JC Aragone Roberto Quiroz           | 4:6, 6:3, [10:7]   |
| 8.  | 3. Juni 2022      | Prostějov  | Sand          | Saketh Myneni   | Roman Jebavý Andrej Martin          | 6:3, 7:5           |
| 9.  | 9. Juli 2022      | Porto      | Hartplatz     | Saketh Myneni   | Nuno Borges Francisco Cabral        | 6:4, 3:6, [10:6]   |
| 10. | 6. August 2022    | Lexington  | Hartplatz     | Saketh Myneni   | Gijs Brouwer Aidan McHugh           | 3:6, 6:4, [10:8]   |
| 11. | 3. September 2022 | Mallorca   | Hartplatz     | Saketh Myneni   | Marek Gengel Lukáš Rosol            | 6:2, 6:2           |
| 12. | 14. Januar 2023   | Nonthaburi | Hartplatz     | Saketh Myneni   | Christopher Rungkat Akira Santillan | 2:6, 7:67, [14:12] |
| 13. | 1. April 2023     | Girona     | Sand          | Saketh Myneni   | Íñigo Cervantes Oriol Roca Batalla  | 6:4, 6:4           |
| 14. | 29. Oktober 2023  | Brest      | Hartplatz (i) | Julian Cash     | Robert Galloway Albano Olivetti     | 6:75, 6:3, [10:5]  |

#### Finalteilnahmen
| Nr. | Datum              | Turnier   | Belag         | Partner         | Finalgegner                       | Ergebnis          |
| --- | ------------------ | --------- | ------------- | --------------- | --------------------------------- | ----------------- |
| 1.  | 22. Oktober 2023   | Stockholm | Hartplatz (i) | Julian Cash     | Andrei Golubew Denys Moltschanow  | 6:78, 2:6         |
| 2.  | 25. Mai 2024       | Lyon      | Sand          | Albano Olivetti | Harri Heliövaara Henry Patten     | 6:3, 6:74, [8:10] |
| 3.  | 24. September 2024 | Chengdu   | Hartplatz     | Albano Olivetti | Sadio Doumbia Fabien Reboul       | 4:6, 6:4, [4:10]  |
| 4.  | 28. Juni 2025      | Mallorca  | Rasen         | Robert Galloway | Santiago González Austin Krajicek | 1:6, 6:1, [13:15] |